# Catalabus quadriplagiatus
Catalabus quadriplagiatus is een keversoort uit de familie bladrolkevers (Attelabidae). De wetenschappelijke naam van de soort werd in 1953 gepubliceerd door Eduard Voss.